# Papyrus (шрифт)
Papyrus — шрифт, разработанный графическим дизайнером, иллюстратором и веб-дизайнером Крисом Костелло. Был создан в 1982 году и впоследствии приобретён компанией Линотип. Имеет ряд характеристик, отличающих его от других шрифтов, в том числе грубые края, неправильные изгибы и высокие горизонтальные штрихи в заглавных буквах.

## История
Костелло создал шрифт в 1982 году, когда ему было 23 года, вскоре после окончания колледжа. В то время он изучал Библию и пытался представить, как выглядел бы письменный шрифт в библейские времена на Ближнем Востоке. Он рисовал шрифт вручную каллиграфической ручкой на текстурированной бумаге в течение шести месяцев. В качестве основной цели Костелло обозначил создание шрифта, по которому можно было представить, как выглядел бы текст на английском языке, написанный на папирусе 2 000 лет назад. Спустя год создатель выпустил шрифт совместно с компанией Letraset. Костелло продал права на шрифт фирме Линотип за 750 долларов (что эквивалентно 2100 долларам в 2021 году) и заявляет, что по состоянию на 2017 год он по-прежнему получает «очень низкие» лицензионные платежи, несмотря на то, что с 2000 года он включён во все персональные компьютеры, использующие операционную систему Mac или Microsoft. Текущий владелец прав на шрифт, компания International Typeface Corporation (Линотип), описывает его как «необычный латинский шрифт, который эффективно сочетает в себе элегантность традиционной римской формы букв с ручным видом высококвалифицированной каллиграфии. По словам самого создателя, он не предполагал, что шрифт будет использоваться везде. Как утверждает Костелло, «он слишком часто используется».
На ноябрь 2019 года Крис Костелло является старшим графическим дизайнером в компании The Trustees, старейшей в мире организации по охране окружающей среды и сохранению исторического наследия.

## Использование
Шрифт используется во многих программах для платформы Windows. В платформу Mac шрифт был включён в 2003 году, начиная с версии 10.3 Panther.

## Критика и использование в культуре
Шрифт Papyrus часто критикуют за повсеместное распространение в сфера дизайна, особенно, когда он используется в ситуациях, для которых он не предназначался. В этом его критика напоминает критику шрифта Comic Sans. В 2008 году был создан блог под названием «Papyrus Watch» для документирования повсеместного распространения и примеров неправильного использования шрифта.
Шрифт использовался для титров телевизионных сериалов Медиум и Эврика. В фильме Джеймса Кэмерона «Аватар» этот шрифт используется в названии и субтитрах. Его использование в фильме было подчёркнуто в скетче телепередачи «Saturday Night Live» с участием Райана Гослинга. Гослинг также упомянул, что шрифт широко используется в товарах под брендом Shakira, а также в кальянных барах и чайных компаниях.
В честь шрифта Papyrus в 2015 году Тоби Фоксом был назван персонаж Папирус в созданной им ролевой компьютерной игре Undertale. В диалогах в репликах персонажа всегда используется этот шрифт.